# Comuna Ozerțe, Kiverți
Ozerțe (în ucraineană Озерце) este o comună în raionul Kiverți, regiunea Volînia, Ucraina, formată din satele Klepaciv, Nebijka și Ozerțe (reședința).

## Demografie
Componența lingvistică a satului Ozerțe
     Ucraineană (98,49%)
     Rusă (1,15%)
     Alte limbi (0,36%)
Conform recensământului din 2001, majoritatea populației satului Ozerțe era vorbitoare de ucraineană (98,49%), existând în minoritate și vorbitori de rusă (1,15%).